# Galsaun
Galsaun (italienisch Colsano) ist eine Fraktion der Gemeinde Kastelbell-Tschars im Vinschgau in Südtirol (Italien) mit 376 Einwohnern (Stand 31. Dezember 2012).

## Lage

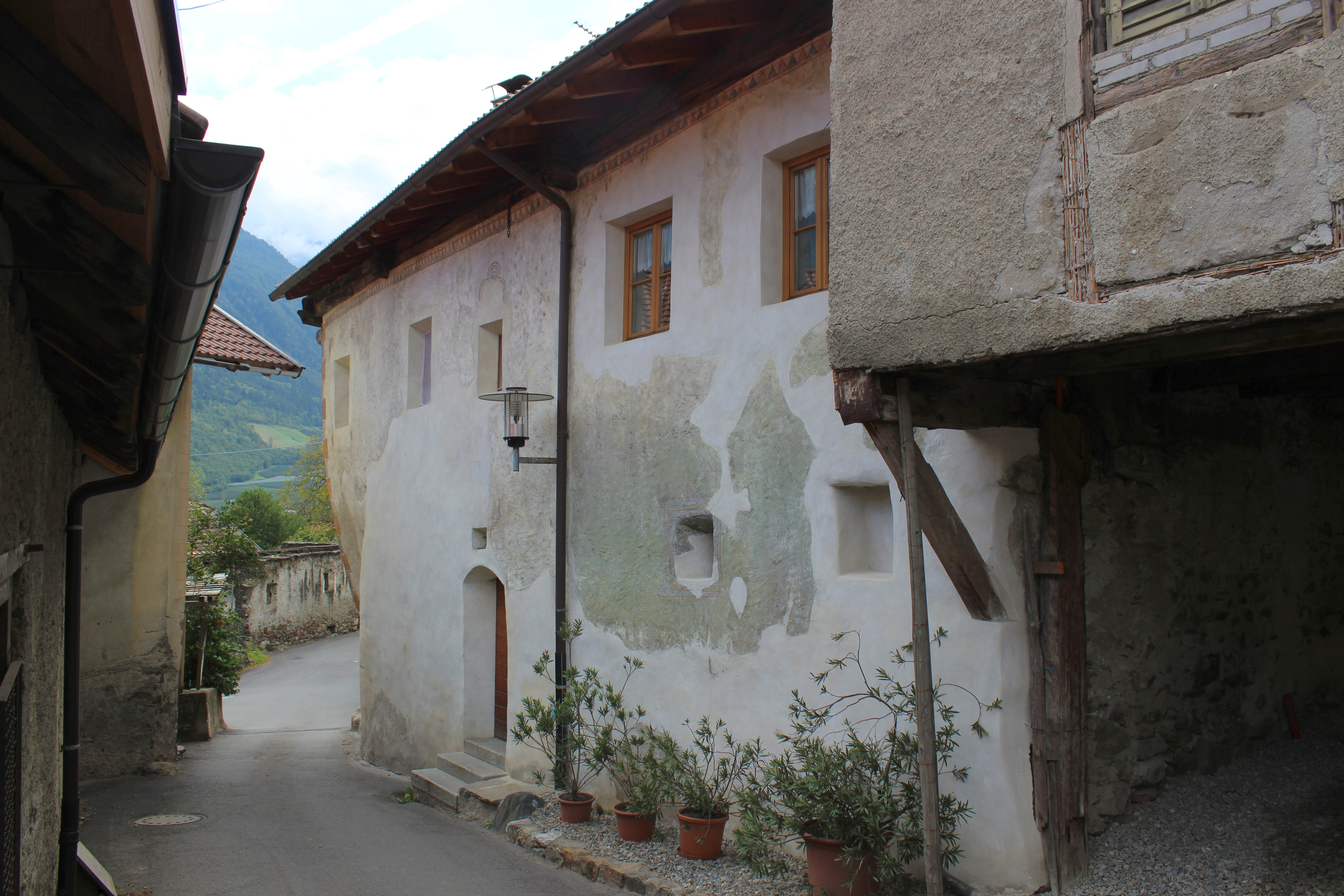
Dorfgasse in Galsaun

Galsaun liegt auf einer Meereshöhe von ca. 575 Metern auf der orographisch linken Seite des Etschtals am Fuße des Sonnenbergs. Durch Galsaun fließen der in die Etsch mündende Galsauner Bach sowie der Krebsbach. Durch den Ort führt die Staatsstraße SS 38. Galsaun liegt 1 km ostnordöstlich von Kastelbell und 1 km südwestlich von Tschars. Nach Meran im Osten sind es etwa 18 km und nach Latsch im Westen 4 km.

## Geschichte
Ersturkundlich erwähnt wurde der Ort 1262 als Colsonum. Dies ist möglicherweise ein Hinweis auf den in heimischer Mundart als Culici bezeichneten Vogelbeerbaum. Prähistorische Funde oberhalb des Dorfes weisen auf eine frühe Besiedelung hin. In römischer Zeit führte die Via Claudia Augusta an Galsaun vorbei. Steine dieser Straße sind noch in Gebäuden zu sehen. Burg Hochgalsaun gehörte den Herren von Montalban. Das Gebäude wurde 1423 von Herzog Friedrich IV. zerstört, noch heute ist es als Ruine zu sehen.
Aus dem 15. Jahrhundert stammt das Thurngut der Herren von Schlandersberg, urkundlich 1477 als „Turnn gutt gelegen zu Galsawn“ bezeugt.
1929 wurde das bis dato eigenständige Galsaun der neuen Gemeinde Kastelbell-Tschars zugeschlagen.

## Klima
Durch die zentrale Insellage in den Alpen liegt der Niederschlag bei lediglich 500 mm im Jahr, nicht mehr als die Niederschlagsmenge von Teilen Siziliens. Die mittlere Jahrestemperatur beträgt ca. 10°. Die Sommer sind mediterran warm, die meisten Niederschläge gibt es im Sommer; was den Anbau von mediterranen Pflanzen wie Kiwis, Feigen und Palmen begünstigt. Die Winter sind kühl und niederschlagsarm.

## Sehenswertes

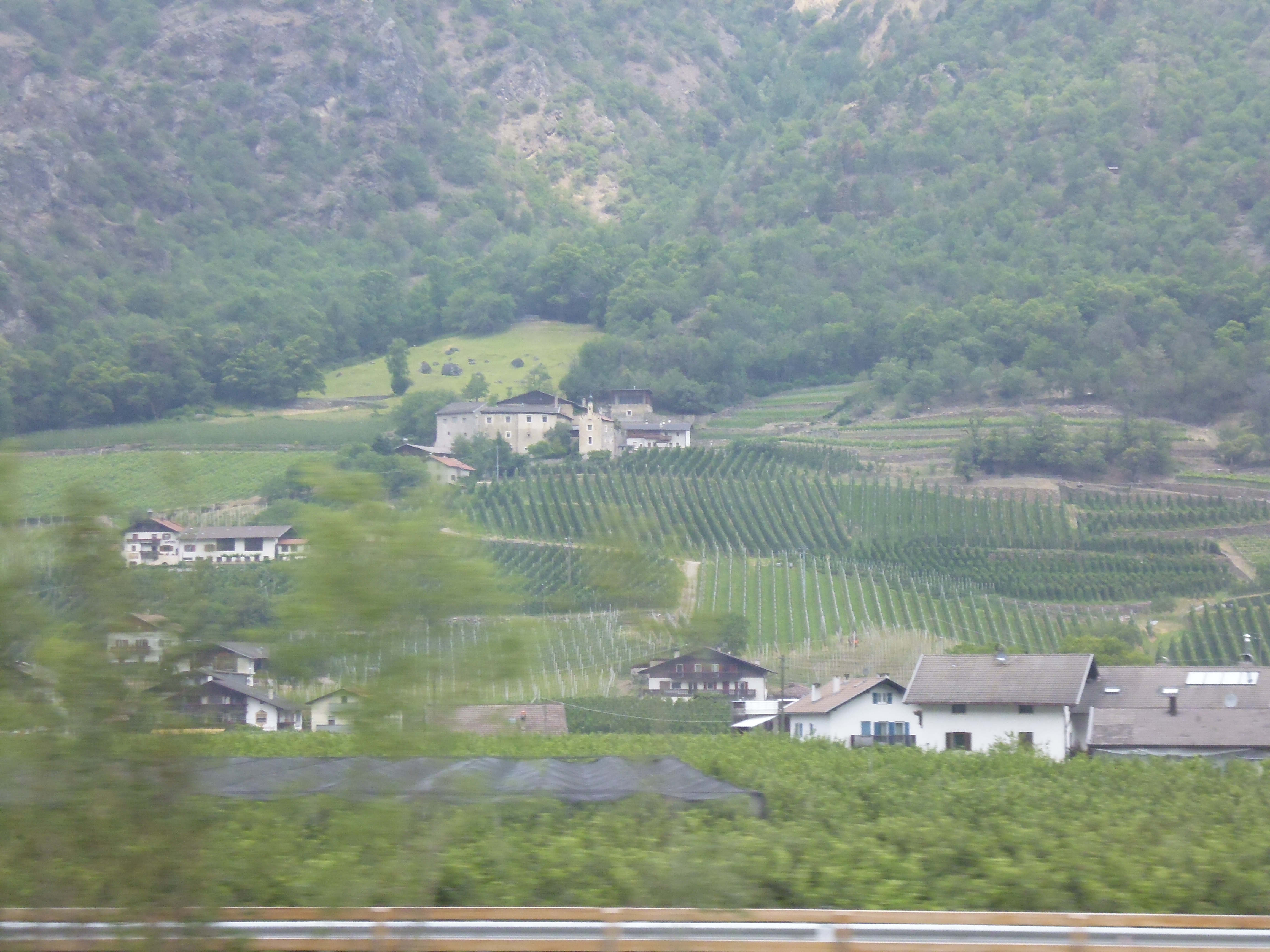
Ansitz Kasten

- Das Teilstück der Waalwege oberhalb Galsaun wird in Wanderführern mit den Kastanienhainen als sehenswert bezeichnet.[4]
- Es gibt zwei kleinere Adelsbauten, die Burg Hochgalsaun und den Ansitz Kasten.[5] Das Dorf hat keine Kirche, sondern die Kapelle Zur heiligen Dreifaltigkeit.
- Auf einer Höhe von ca. 900 m befindet sich ein Wasserfall von ca. 20 Metern.
- Das traditionelle Törggelefest findet alljährlich im Oktober statt.
- Wildwasser-Rafting an der Etsch (Aquaterra).